# Hoplocampe
Hoplocampa
Genre
Les hoplocampes (Hoplocampa) forment un genre d'insectes hyménoptères de la famille des Tenthredinidae.

## Liste d'espèces
Selon NCBI (26 janv. 2017) :
- Hoplocampa alpina
- Hoplocampa ariae
- Hoplocampa brevis - Hoplocampe du poirier
- Hoplocampa chamaemespili
- Hoplocampa chrysorrhoea
- Hoplocampa crataegi
- Hoplocampa flava - Hoplocampe commun du prunier
- Hoplocampa fulvicornis
- Hoplocampa marlatti
- Hoplocampa minuta - Hoplocampe noir du prunier
- Hoplocampa oregonensis
- Hoplocampa pectoralis
- Hoplocampa plagiata
- Hoplocampa sinobirmana
- Hoplocampa testudinea - Hoplocampe du pommier

Selon ITIS (26 janv. 2017) :
- Hoplocampa cookei (Clarke)
- Hoplocampa testudinea (Klug)

## Description
La femelle pond en général sur les fleurs.
La larve (appelée "ver cordonnier" à cause de son orifice de pénétration dans les fruits, qui ressemble à un trou d'alêne) est une « fausse-chenille » qui se nourrit à l'intérieur du jeune fruit.
La reproduction est généralement parthénogénétique. L'Hoplocampe jaune du prunier (Hoplocampa flava) est l'un des plus fréquents.

## Traitement
Dès le départ de la végétation (10 à 15 jours avant la floraison), installer des bandes blanches engluées sur les arbres à une hauteur de 0,70 à 1 mètre. Lorsque les insectes sortent, ils croient qu'il s'agit des pétales de fleurs et viennent s'y coller.
Idem pour la mouche de la cerise mais avec des bandes jaunes.